# Pachyneuron leucopiscida
Pachyneuron leucopiscida är en stekelart som beskrevs av Mani 1939. Pachyneuron leucopiscida ingår i släktet Pachyneuron och familjen puppglanssteklar. Arten är reproducerande i Sverige. Inga underarter finns listade i Catalogue of Life.